# تانيت بيلبن
تانيت جيسيكا لويس بيلبين: (بالإنجليزية: Tanith Belbin) (من مواليد 11 يوليو 1984) هي راقصة جليد أمريكية. على الرغم من أنها تحمل الجنسية الأمريكية والكندية المزدوجة ولكنها إنظمت إلى منخب الولايات المتحدة للرقص على الجليد منذ أن بدأت التزلج مع اجوستو بنيامين في عام 1998، بيلبين حصلت على الميدالية الأولمبية الفضية في دورة الألعاب الأولمبية الشتوية عام 2006، وأربع ميداليات في بطولة العالم، وحصلت على بطولة القارات لثلاث مرات وبطولة الولايات المتحدة لخمس مرات.

## روابط خارجية
- تانيت بيلبن على موقع IMDb (الإنجليزية)
- تانيت بيلبن على موقع قاعدة بيانات الفيلم (الإنجليزية)
- تانيت بيلبن على موقع الاتحاد الدولي للتزلج (الإنجليزية)
- تانيت بيلبن على موقع اللجنة الأولمبية الدولية (الإنجليزية)
- تانيت بيلبن على موقع أوليمبيديا (الإنجليزية)
- تانيت بيلبن على موقع اللجنة الأولمبية والبارالمبية الأمريكية (الإنجليزية)